# Андре Кана-Біїк
Андре Кана-Біїк (фр. André Kana-Biyik, нар. 1 вересня 1965, Сакбаєме) — камерунський футболіст, що грав на позиції півзахисника.
Виступав, зокрема, за клуби «Мец» та «Гавр», а також національну збірну Камеруну.

## Клубна кар'єра
У дорослому футболі дебютував 1986 року виступами за команду «Діамант» (Яунде), в якій провів два сезони. 
Своєю грою за цю команду привернув увагу представників тренерського штабу клубу «Мец», до складу якого приєднався 1988 року. Відіграв за команду з Меца наступні два сезони своєї ігрової кар'єри.
У 1990 році перейшов до клубу «Гавр», за який відіграв 4 сезони. Завершив професійну кар'єру футболіста виступами за команду «Гавр» у 1994 році.

## Виступи за збірну
У 1986 році дебютував в офіційних матчах у складі національної збірної Камеруну.
У складі збірної був учасником Кубка африканських націй 1986 року в Єгипті, де разом з командою здобув «срібло», Кубка африканських націй 1988 року у Марокко, здобувши того року титул континентального чемпіона, чемпіонату світу 1990 року в Італії, Кубка африканських націй 1990 року в Алжирі, Кубка африканських націй 1992 року у Сенегалі, чемпіонату світу 1994 року у США.
Загалом протягом кар'єри у національній команді, яка тривала до 1994 року, провів у її формі 42 матчі, забивши 8 голів.

## Титули і досягнення
- Переможець Кубка африканських націй: 1988
- Срібний призер Кубка африканських націй: 1986